# Nuredduna (òpera)

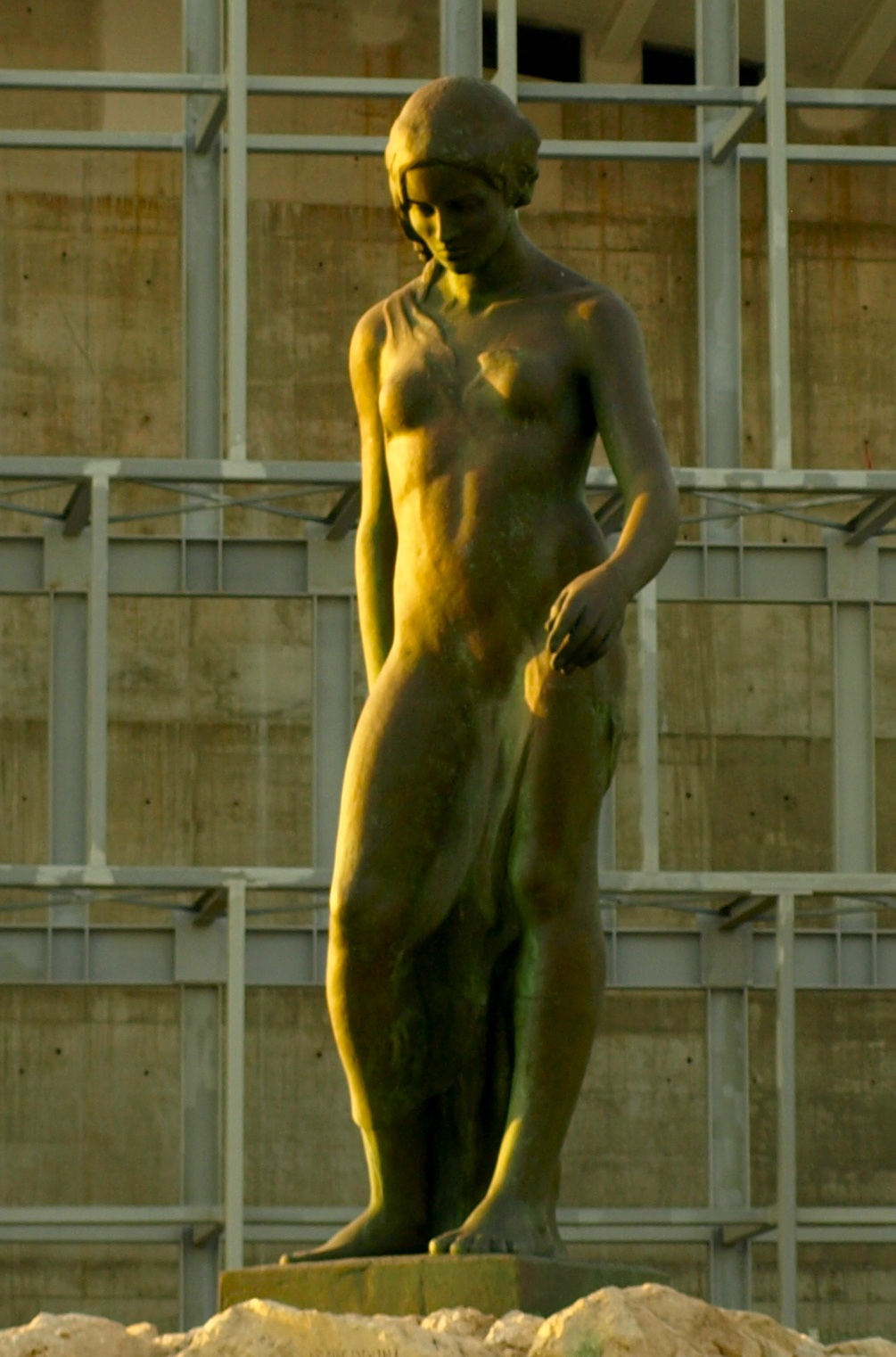
Nuredduna, escultura de Remígia Caubet situada al Passeig Marítim de Palma.

Nuredduna (1947) és una òpera en llengua catalana, amb música d'Antoni Massana i Bertran i llibret de Miquel Forteza i Pinya, adaptació del poema narratiu La deixa del geni grec (1900) de Miquel Costa i Llobera. Va ser estrenada el 20 d'Octubre de 1949 al Teatre Principal de Palma sota la direcció de Eaktay Ahan en commemoració de la mort de Frederic Chopin.

## Argument
Uns 1000 anys abans de l'era comú, en el poblat talaiòtic de Ses Païsses d'Artà (Mallorca), hi vivia Nuredduna, una sibil·la de gran prestigi pels seus dots endevinatoris, neta del sacerdot tribal.
Un dia hi desembarcaren a les costes pròximes un grup de navegants grecs que foren apressats pels pobladors locals que decidiren sacrificar-los als déus. Entre els presoners s'hi trobava el jove Melesigeni (trassumpte del jove Homer) que portava una lira i entonava càntics d'enyorança. Malgrat no entendre'n llur llengua, Nuredduna se sentí atreta per aquella música i pel seu jove intèrpret i se n'enamorà. Per tal de salvar-li la vida, la sibil·la proposà als membres de la tribu que la deixin portar-lo a les Coves d'Artà per a deixar-lo morir lentament, cosa que aconsegueix. Melesigeni hi és portat i l'endemà Nuredduna l'alliberà, tot i deixar-s'hi oblidada la seva lira. De retorn a la seva nau contà el que li havia passat a ell i als seus companys i els tripulants restants es preparen per atacar el poblat. Per la seva part Nuredduna és descoberta i lapidada, ferida de mort es refugia a les coves on mor abraçada a la lira de Melesigeni.